# جوئل اموسو
جوئل اموسو (انگلیسی: Joel Amoroso؛ زادهٔ ۸ ژانویهٔ ۱۹۸۸) بازیکن فوتبال اهل آرژانتین است.